# The New Masses

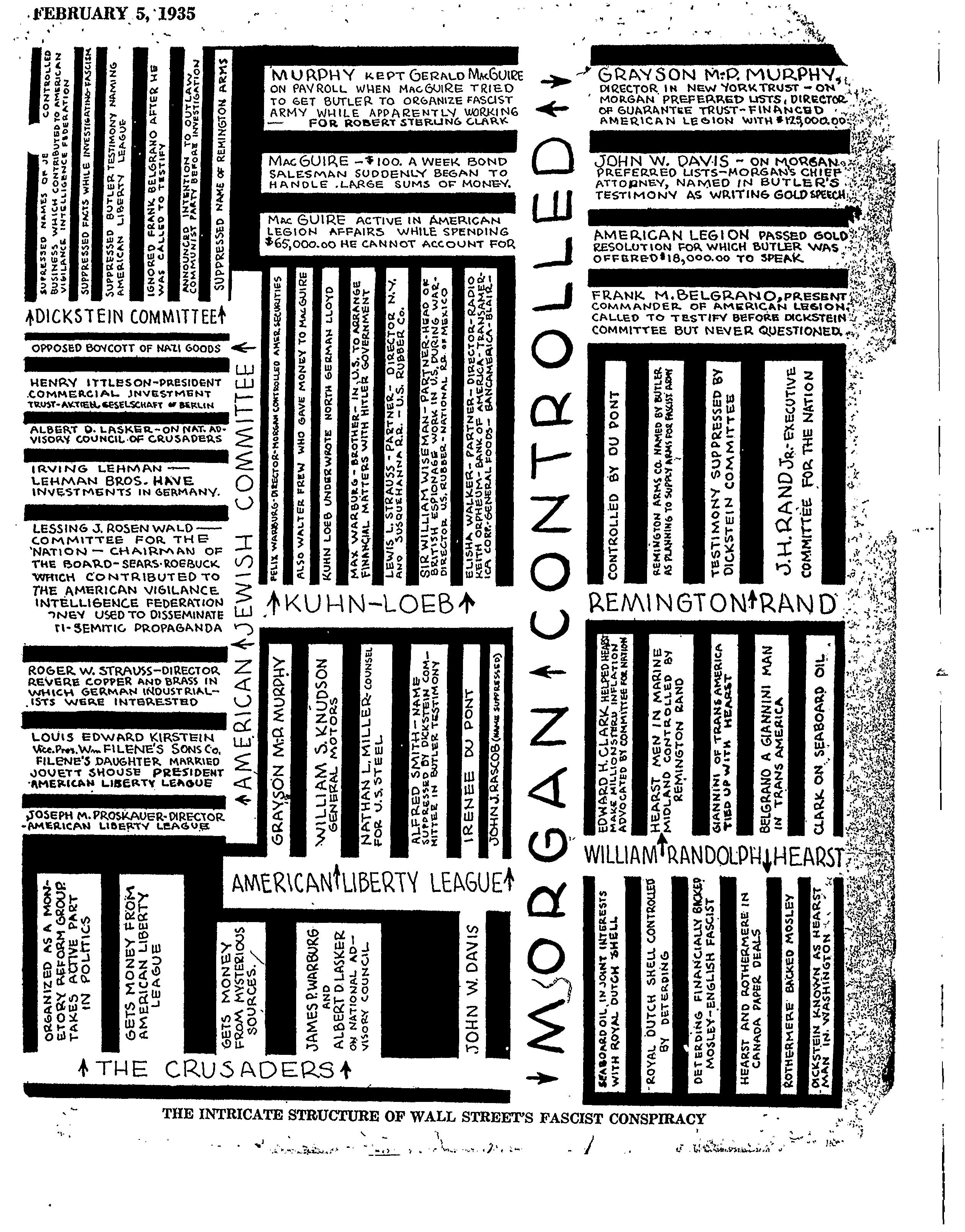
The Intricate Structure of Wall Street's Fascist Conspiracy, da The New Masses del 5 febbraio 1935

The New Masses è stato un giornale marxista statunitense pubblicato tra il 1926 e il 1948.
Verso la fine degli anni trenta sostenne il Fronte popolare del Partito Comunista degli Stati Uniti d'America statunitense come risposta all'avanzata del fascismo e alla Guerra civile spagnola.
Tra i contributori si ricordano Upton Sinclair, Richard Wright, Dorothy Parker, Langston Hughes, Ernest Hemingway, Ezra Pound, Albert Maltz, John L. Spivak, Granville Hicks, Max Eastman, Jacob Burck, Edward Dahlberg, Dorothy Day, Eugene O'Neill, Theodore Dreiser, Josephine Herbst, Tillie Olsen, Meridel Le Sueur, John Beecher, Cornelia Barns e William Aalto.
Il giornale sponsorizzò anche il primo concerto From Spirituals to Swing tenutosi il 23 dicembre 1938 al Carnegie Hall,  organizzato da John Hammond con la partecipazione, tra gli altri, di Count Basie, Benny Goodman, Big Joe Turner e Pete Johnson, Helen Humes, Meade Lux Lewis, Albert Ammons, Mitchell's Christian Singers, Golden Gate Quartet, James P. Johnson, Big Bill Broonzy, Sonny Terry.